# 林清玄
林清玄（1953年2月26日—2019年1月23日），臺灣高雄旗山區人，世界新聞專科學校（今世新大學）畢業，當過報社編輯、記者。作家，篤信佛法，以融合佛法的散文而著名，筆名秦情、林漓、林大悲、天心永樂等。

## 生平
林清玄参加中国中央电视台《开讲啦》时，说他父亲在他出生時，都不哭覺得很奇怪。本来要给他取名「林清怪」，户政登记的工作人员说不好听，叫「林清怪」还不如改叫「林清奇」。突然边上一个人说他最近在看一本武侠小说，小说中有一个角色叫「清玄道长」，然后他建议取名为「林清玄」。
畢業於台灣世界新聞專科學校（世新），曾任台灣《中國時報》記者、《工商時報》記者、《時報雜誌》主編等職。
1973年開始散文創作，20歲出版第一本書《蓮花開落》，之后创作不断，出版著作不下百本，尤以《身心安顿》、《烦恼平息》和《打开心灵的门窗》最脍炙人口。
由于文笔脱俗，林清玄在30岁之前，幾乎就獲得台灣大小文艺或文学奖项，包含：国家文艺奖、中山文艺奖、金鼎奖、吳三連文藝獎、時報文學獎、中華文學獎、《中央日報》文學獎、吴鲁芹散文奖、作协文学奖等十数次文学大奖，颇负盛名。
30歲時一度入山修行，在山中坐禪，參學《金剛經》、《法華經》、《達摩四論》、《大智度論》等，下山後致力宣揚佛法。教導讀者「心靈改革」，内容大多论及佛門之事，要人学佛向善，勸人信守五戒，遵行十善。有三百萬人次聽過林清玄的演講，林清玄成為許多人的「心靈導師」，他曾經說過想成為思想家。
1988年，林清玄曾被台湾出版界推选为年度风云人物，1992年金石堂统计为台湾作家暢銷排行榜第一名。最著名的「菩提系列」等著作每本平均销量达2、30万册。
2016年，其散文〈紅心蕃薯〉被列為2016年香港中學文憑考試中文科卷一的白話文閱讀篇章，内容谈及家国情怀与人生意义。
2019年1月23日凌晨，林清玄在睡夢中因心肌梗塞辭逝，享壽65歲。逝世前一天（22日）09:32发布了最後一条微博：
|  | 在穿過林間的時候，我覺得麻雀的死亡給我一些啟示，我們雖然在塵網中生活，但永遠不要失去想飛的心，不要忘記飛翔的姿勢。 |

2019年1月30日，国台办例行新闻发布会上，发言人马晓光用一句“一杯浊酒送清欢”对林清玄表达哀思。

## 婚姻爭議
1979年與陳彩鸞结婚，1996年離婚，結婚17年，育有1子。林婚姻中就另結新歡助理方淳珍。她在1995年進入林清玄文教基金會服務，兩人發展出婚外情。1997年3月兩人結婚，婚後短短只3個月，新太太就要生產，引來婦女團體撻伐，在“林清玄教育文化基金会”門口焚燒他的書。有人在網路上大罵他是“偽君子”、“說一套，做一套”。很多作家及他的知己，也同樣責難他，認為林清玄要對大眾負責。林清玄社會觀感急轉直下，不得不一度取消所有演講，最慘的時候，只剩星雲法師願意伸援，在臺灣文壇被痛罵、排擠，只好到中國大陸另起爐灶。

## 著作
林清玄的文章甚多，內容大多論及佛家、禪門之事，期許讀者重視清規、教條，透過作功德、布施，慈悲喜捨，一心向善，放棄執著與慾望，最終達到覺悟的境界，也有有聲書傳世。林清玄除了因为多篇作品入选中国中小学教科书，使他在中国大陆享有高知名度之外，他揉合佛法、禪學、茶道的心灵风格，更受到大陆读者欢迎与追捧，被形容为：「文章恰如其名，清下香满纸」、「玄意悠远」。
著作等身，超過一百部，《紫色菩提》、《紅塵菩提》等「菩提系列」最負盛名，其他較知名的如：《菩薩寶偈》、《禪心大地》、《身心安頓》、《在蒼茫中點燈》、《茶味禪心》、《莲花开落》、《月中法華》、《聆聽自在》、《冷月钟笛》、《温一壶月光下的酒》、《鸳鸯香炉》、《金色印象》、《白雪少年》等。